# Айзенстат, Джанет
Джанет Лесли Айзенстат (англ. Janet Leslie Ajzenstat, 19 апреля 1936 — 27 мая 2025, Гамильтон, Онтарио) — профессор политологии в Университете Макмастера. Автор многочисленных работ по политической истории Канады, наиболее известна своей работой «Политическая мысль лорда Дарема», в которой она утверждает, что призыв Дарема к ассимиляции франкоканадцев соответствовал либеральным принципам. 

## Образование и семья
Будучи студенткой University College, University of Toronto, Айзенстат специализировалась на искусстве и археологии. После окончания университета в 1959 году она работала в Художественной галерее Онтарио, обратившись к политологии только в середине 1960-х годов. В 1959 году она вышла замуж за философа и коллегу профессора Макмастерского университета Сэмюэля Айзенстата. Их дочь, Уна Айзенстат, — профессор иудаики в Помонском колледже. Их сын, Шандор Айзенстат, — художник.
Айзенстат получила степень доктора философии в Университете Торонто под руководством Питера Х. Рассела. Будучи аспиранткой, она была ассистентом преподавателя вводного курса политической философии Аллана Блума. Она описала Блума как человека, оказавшего большое влияние на её собственное мышление.

## Канадский федерализм
Её взгляд на канадский федерализм, который отвергает идею особого статуса для Квебека или коренных народов, вызвал множество научных дискуссий, особенно после краха Соглашения озера Мич. В рецензии на книгу «Политическая мысль лорда Дарема» книга описывается как «смелый ревизионистский анализ политической мысли Дарема и как ясная защита мейнстримного либерализма перед лицом попыток закрепить «самобытность» Квебека в канадском федерализме».
Айзенстат также утверждает, что так называемый «судебный активизм» подрывает основу ответственного правительства. В результате её работа получила одобрение консервативных учёных, таких как Барри Купер и бывший руководитель аппарата Стивена Харпера Иэн Броди.
Работа Айзенстат стала темой двух глав в журнале «Canadian Conservative Political Thought» (2023) под редакцией Ли Трепанье и Ричарда Авраменко.

## Награды
Она является обладательницей Медали Золотого юбилея королевы Елизаветы II (2002) и Медали Бриллиантового юбилея королевы Елизаветы II (2012).